# Myotis pilosus
Myotis pilosus är en fladdermusart som först beskrevs av Peters 1869.  Myotis pilosus ingår i släktet Myotis och familjen läderlappar. Inga underarter finns listade i Catalogue of Life.
Denna fladdermus förekommer med flera från varandra skilda populationer i Kina, inklusive ön Hainan. Den hittas även i Laos och Vietnam. Arten vistas alltid nära vattenansamlingar och den har främst fiskar som föda. Den har svårt att anpassa sig till människans landskapsförändringar.
Arten är cirka 65 mm lång (huvud och bål), har en 45 till 54 mm lång svans och 53 till 56 mm långa underarmar. Bakfötterna är 15 till 17 mm långa och öronen är 15 till 18 mm stora. Ovansidan är täckt av rödbrun päls och undersidans hår är vita med gråa eller svarta spetsar. Vid de långa bakfötterna förekommer en lång hälsporre (calcar) som är 18 till 22 mm lång. Myotis pilosus har en lång och smal skalle.
Utöver fiskar äts även några insekter. Olika exemplar dokumenterades flygande vid ingången av en grotta.